# Wojewódzki Szpital dla Nerwowo i Psychicznie Chorych Drewnica

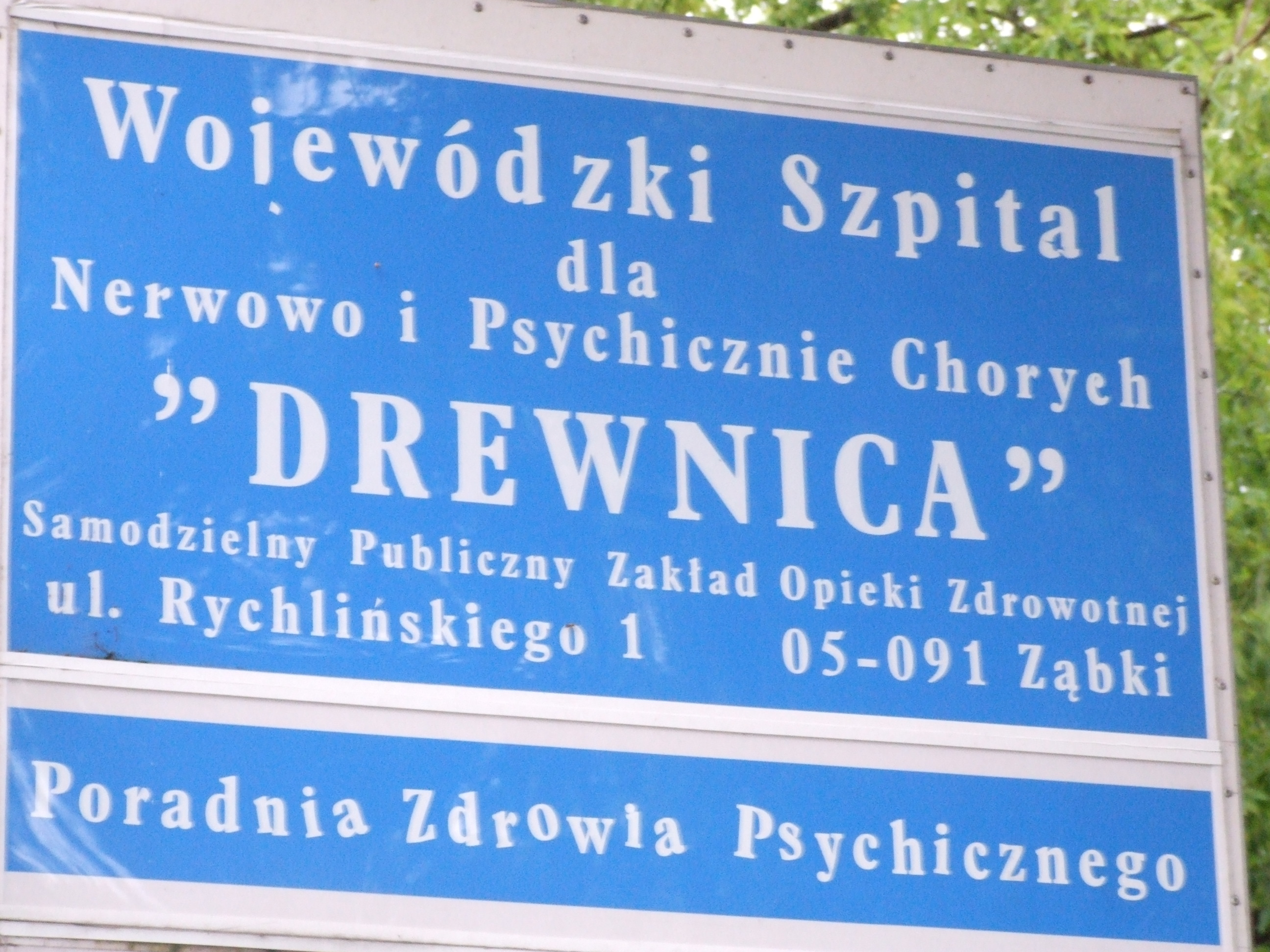
Tablica informacyjna

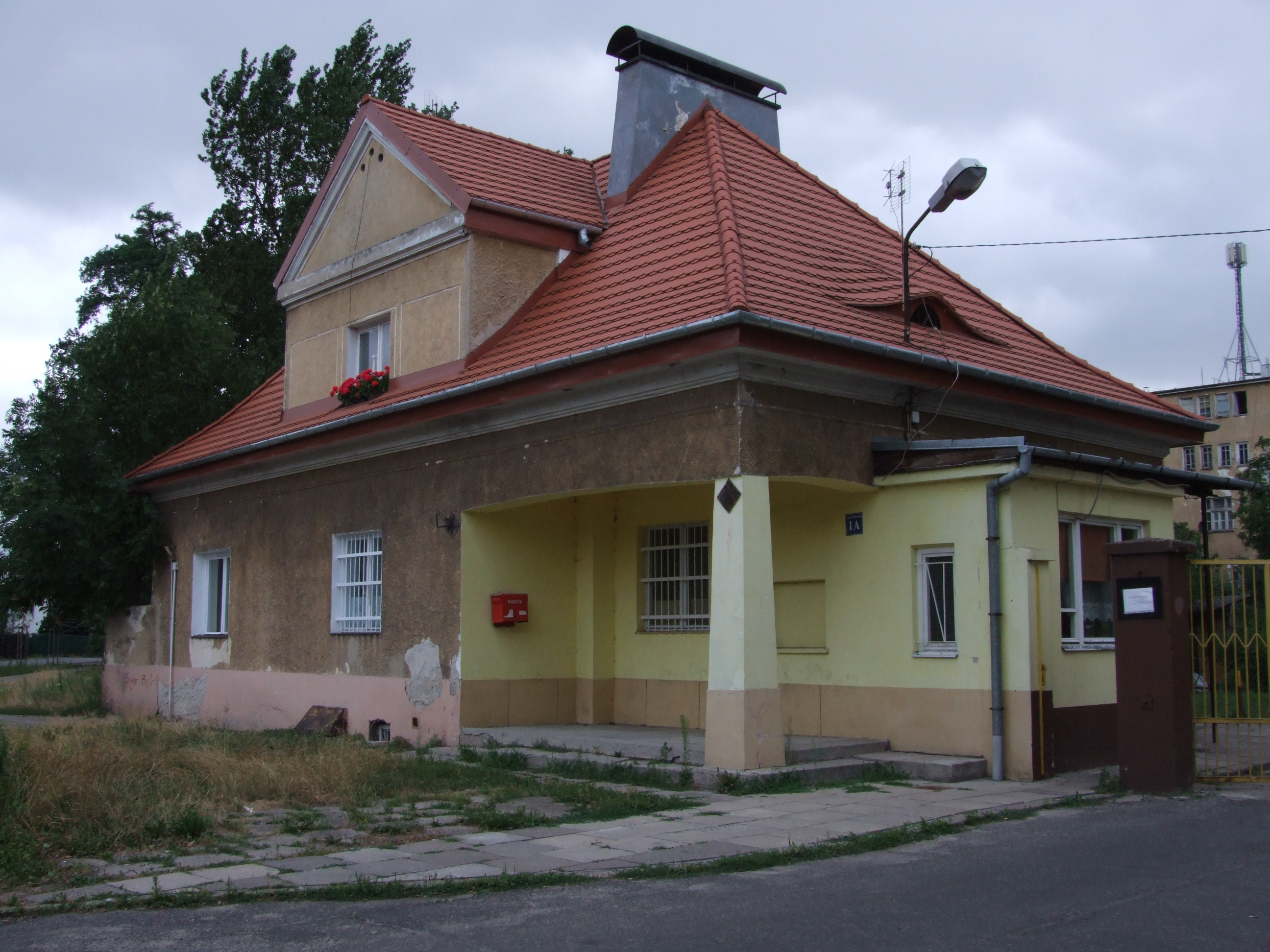
Zabudowania szpitalne

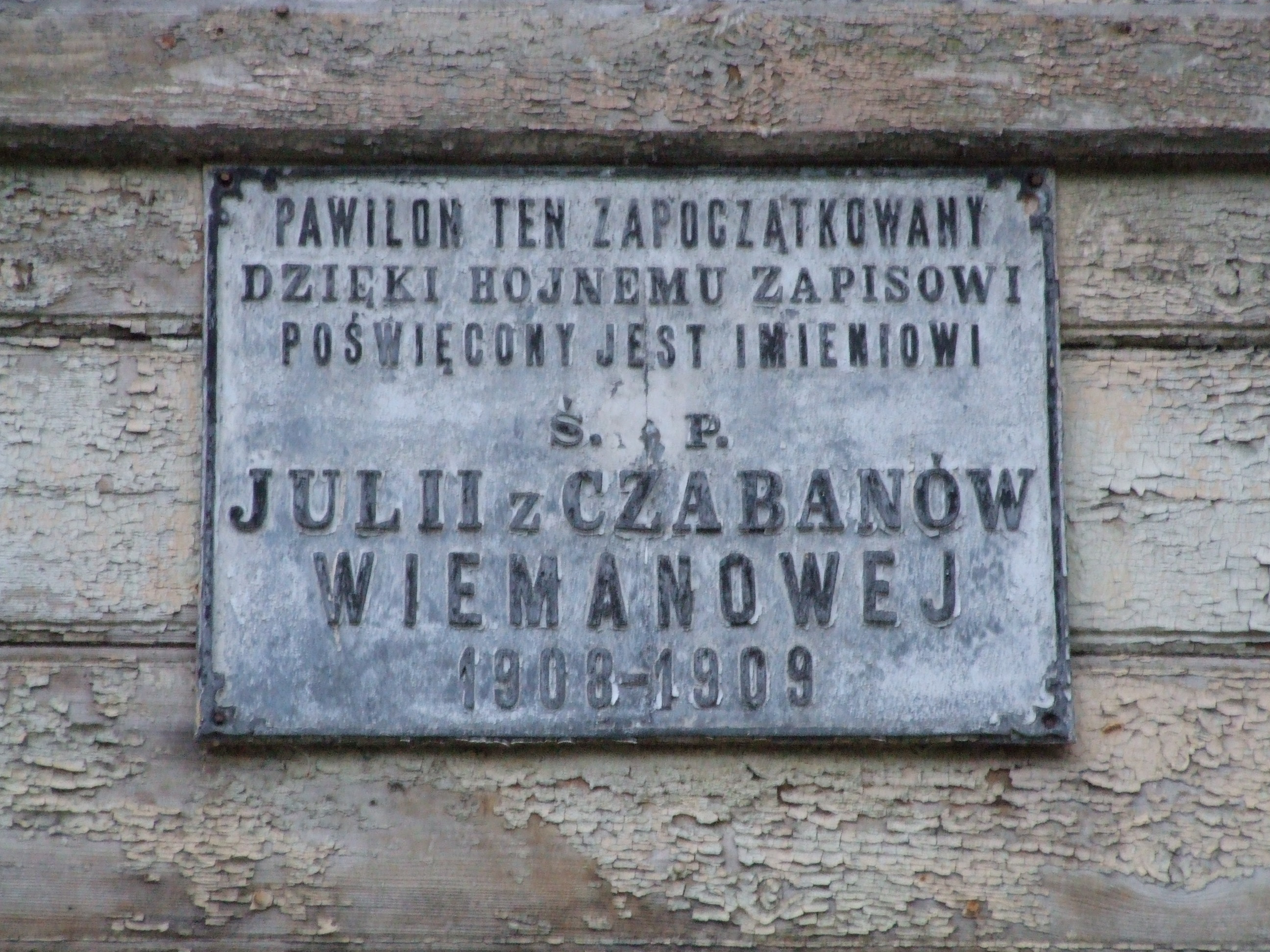
Tablica Pamiątkowa

Szpital „Drewnica” – szpital dla osób dorosłych z zaburzeniami psychicznymi w Ząbkach pod Warszawą.
Aktualnie pełna nazwa: Mazowiecki Szpital Wojewódzki Drewnica Sp. z o.o.

## Rys historyczny
W 1889 z inicjatywy Pelagii Popławskiej powstało Warszawskie Towarzystwo Pomocy Lekarskiej i Opieki nad Umysłowo i Nerwowo Chorymi. Wspomagało ono finansowo rodziny chorych, opłacało koszty leczenia i dążyło do utworzenia własnego szpitala.
W tym celu Towarzystwo wystąpiło z propozycją przejęcia opuszczonych baraków po schronisku dla dzieci żołnierskich we wsi Drewnica. Miejscowe władze nie wyraziły zgody, mimo to nie zaprzestano starań o pozyskanie siedziby. W 1902 na mocy ukazu carskiego Towarzystwo uzyskało zezwolenie na zakup baraków wraz z piętnastoma morgami ziemi i tak powstał szpital „DREWNICA” zwany w tamtych czasach zakładem.
Uroczyste otwarcie i poświęcenie zakładu odbyło się w maju 1903. Początkowo były to dwa baraki: jeden dla kobiet, drugi dla mężczyzn, w sumie dla 24 chorych. Liczba chorych stale rosła i zakład powiększał się. Pierwszym dyrektorem był dr Karol Rychliński i kierował zakładem przez 30 lat. Przy zakładzie było gospodarstwo rolne, które dostarczało warzywa, owoce i mleko.
Jeden z pawilonów szpitala powstał z funduszy zarządzanych przez Eugenię Kierbedź, a zapisanych na cele społeczne przez jej męża Stanisława Kierbedzia (bratanka inżyniera Stanisława Kierbedzia).
W czasie II wojny światowej szpital znalazł się na linii frontu podczas oblężenia Warszawy i zamienił się w szpital wojenny, a w 1944 został doszczętnie ograbiony przez Niemców, co pogorszyło jego sytuację finansową.
Od 1948 placówka podlegała Ministerstwu Zdrowia, a następnie Wydziałowi Zdrowia i Opieki Społecznej Miasta Stołecznego Warszawy obejmując opieką Pragę-Północ i Pragę-Południe oraz 3 powiaty: wołomiński, otwocki i nowodworski.
W 1998 Szpital uzyskał osobowość prawną i od tego czasu podlega samorządowi województwa mazowieckiego.
Aktualnie szpital posiada 9 oddziałów stacjonarnych w tym:
- 5 oddziałów ogólnopsychiatrycznych
- 1 oddział rehabilitacyjny
- 1 oddział detoksykacyjny
- 1 oddział geriatryczny
- 1 oddział dzienny.

Przy szpitalu działają:
- Poradnia Zdrowia Psychicznego
- Rada Pacjentów – od 1991 – pierwsza w polskim szpitalu psychiatrycznym, od maja 1994 z siedzibą w „Chatce Puchatka”
- Warsztaty Terapii Zajęciowej – powstały w 1992
- Zespół Leczenia Środowiskowego – powstał we wrześniu 1995 w rezultacie programu „Pacjenci też są obywatelami” w ramach współpracy polsko – holenderskiej Szpitala „Drewnica” i holenderskich szpitali HC. Rumke Groep w Utrechcie; w 1997 spośród 60 kandydatów, zespół otrzymał międzynarodową nagrodę firmy Lilly – „Schizophrenia Reintegration Awards”, w kategorii Social Worker in Europe
- Hostel – od 1998 .